# Ракутю ракугаи
Ракутю ракугаи (яп. 洛中洛外図屏風); дословно — «внутри столицы, за пределами столицы» — произведения японской живописи, представляющие собой панорамные виды Киото и его пригородов.
Большинство версий ракутю ракугаи создавались в формате пары шестистворчатых складных ширм. Ракутю ракугаи могут служить источником знаний об архитектуре и планировке Киото того времени, поскольку на них изображались важные для города места, памятники, события (сезонные фестивали и уличные развлечения). Также на этих работах можно найти изображения мужчин и женщин, принадлежащих к различным слоям общества, их костюмы и традиции, занятия, различные виды транспорта, которыми пользовались горожане. Истоки ракутю ракугаи восходят к жанру ямато-э и формированию его основных принципов и направлений в периоды Хэйан и Камакура, в частности, это относится к его двум подвидам: мэйсё-э — картины, изображавшие определённые виды деятельности в различных известных местах страны, и цукинами-э — картины с событиями, происходящими в разные времена года (чаще всего — сезонные фестивали). Часто эти две тематики объединялись в одном произведении.
В период Муромати жанровые произведения мэйсё-э и цукинами-э смогли выжить несмотря на всеобщее увлечение китайской живописью. Произведений японской живописи, датируемых этим периодом, в этих жанрах не сохранилось, но осталось множество складных вееров с рисунками на эти темы. В 1503 году Тоса Мицунобу создал ширму с видами Киото (только ракутю — Киото изнутри), которую его современники высоко оценили за новизну предмета изображения. Вскоре произошло и зарождение самого жанра ракутю ракугаи; первые ширмы датируются 1520-ми годами. В последующие годы обрели широкую популярность и стали производиться в больших количествах. Данная тематика не была привилегией какой-либо отдельной школы живописи. Известны работы ракутю ракугаи мастеров школы Кано и Тоса. Большинство создателей таких произведений были анонимами; японские историки и искусствоведы часто используют для них термин мати эси (яп.  художник, изображающий город). Об уровне образования этих художников ничего не известно, но по их работам можно понять, что многие хорошо знали историю; они воссоздавали здания и постройки и изменения в них с невероятной точностью.
Эта тема достигла пика своей популярности в первой половине XVII века. Виды ракутю ракугаи заказывали у художников как жители самого Киото, так и гости города, желавшие увезти сувенир. Часто подобные ширмы входили в приданое невесты. Упадок жанра начался во второй половине XVII века. Это было связано с потерей статуса центра культурной и политической жизни самим городом Киото, который уступил это положение городу Эдо.
На большинстве сохранившихся в наше время ширм с видами Киото, город разделен на восточную и западную части. Граница проходила по улице Абура-кодзи. На правой ширме традиционно изображали восточную часть Киото, а на левой — замок Нидзё, холмы Китаяма и Нисияма. Для создания эффекта панорамы, две ширмы ставили напротив друг друга. Часто город и пригороды изображали и в традиционной теме четырёх сезонов. В отличие от обычных пейзажных ширм, где «зимнему сезону» отводилась левая сторона левой ширмы, в ракутю ракугаи зимние виды находились на правом краю левой ширмы. Это связано с тем, что там изображалась западная часть Киото, и северное направление приходилось на правую сторону панорамы.